# NFASC
Neurofascin là một protein người được mã hóa bằng gen NFASC.
Gen này mã hóa một phân tử kết dính tế bào globulin miễn dịch họ L1 với các vùng IGcam và fibronectin phức tạp.